# بافلو كرافتسوف
بافلو كرافتسوف (بالأوكرانية: Кравцов Павло Андрійович)‏ هو لاعب كرة قدم أوكراني في مركز حراسة المرمى، ولد في 19 يناير 2000 في أوكرانيا.